# Life Wasted
«Life Wasted» es una canción de la banda de rock estadounidense Pearl Jam. Con letra del vocalista Eddie Vedder y música del guitarrista Stone Gossard, se publicó el 28 de agosto de 2006 como segundo sencillo del octavo álbum de estudio del grupo, Pearl Jam (2006). La canción alcanzó el número 13 en la lista Billboard Modern Rock Tracks.

## Letra
La letra de la canción surgió a raíz de la muerte del guitarrista de punk rock Johnny Ramone y sobre los sentimientos que generó en Vedder el viaje a casa tras asistir a su funeral. En una entrevista con Rolling Stone, Vedder declaró:

Cuando sales de ese funeral, ese trayecto es tan importante como cualquier tramo de carretera por el que vayas a viajar. Tienes un renovado aprecio por la vida. Y creo que esa sensación puede durar todo el día, toda la semana, pero luego las cosas vuelven a la normalidad y empiezas a dar por sentado que vives, respiras y comes. Creo que esa canción está ahí para recordarte: "Este es ese sentimiento"... [...] La mitad del disco se basa en la pérdida del que resultó ser el mejor amigo que he tenido en el planeta. Y ese fue Johnny Ramone.